# Batalha de Izium (2022)
A Batalha de Izium foi um confronto travado entre as Forças Armadas da Ucrânia e as Forças Armadas da Rússia na cidade de Izium, Ucrânia, como parte da Ofensiva do leste da Ucrânia, durante a  invasão da Ucrânia pela Rússia de 2022. A batalha iniciou em março de 2022 pelo controle de Izium, devido à localização da cidade para transporte de suprimentos.
Em 10 de setembro de 2022, forças ucranianas recapturaram a cidade durante a contraofensiva de Carcóvia, e valas comuns com 440 corpos foram encontradas. A população de Izium diminiu para 10 mil por causa da batalha.

## Batalha
Alguns ataques russos contra a cidade começaram logo nos primeiros dias da guerra, em 28 de fevereiro, com ataques de artilharia iniciando em 3 de março. Oito civis foram mortos em 3 de março, com o hospital da cidade relatando danos significativos em sua estrutura dados os ataques constantes de foguetes. Em 6 de março, as tropas russas já tinham controle da estação ferroviária da cidade e dois quarteirões.
Na noite de 7 de março, veículos russos informaram que Izium havia sido tomada por forças russas, uma afirmação que não foi confirmada oficialmente. No dia seguinte, eclodiram combates entre as forças russas e ucranianas pelo controle da cidade, com as tropas russas eventualmente sendo repelidas. Entre 9 e 10 de março, 2.250 civis foram evacuados de Izium, enquanto as forças russas continuaram avançando lentamente em direção à cidade.
Em 12 de março, as tropas russas capturaram a parte norte da cidade. No dia seguinte, os militares russos fizeram mais avanços, mas acabaram sendo repelidos, de acordo com os militares ucranianos.
Em algum momento entre 15 e 16 de março, as tropas russas tomaram a parte sul de Izium, antes que as forças ucranianas conseguissem recapturar suas posições logo depois. Em 17 de março, um militar do Departamento de Defesa dos EUA relatou que Izium foi mais uma vez capturada pelas forças russas, mas isso foi negado pelo Instituto para o Estudo da Guerra (ISW). Os militares russos cruzaram o rio Donets perto da Rodovia Barvinkivsky, mas foram detidos pelas forças ucranianas após serem emboscados. A luta continuou no dia seguinte.

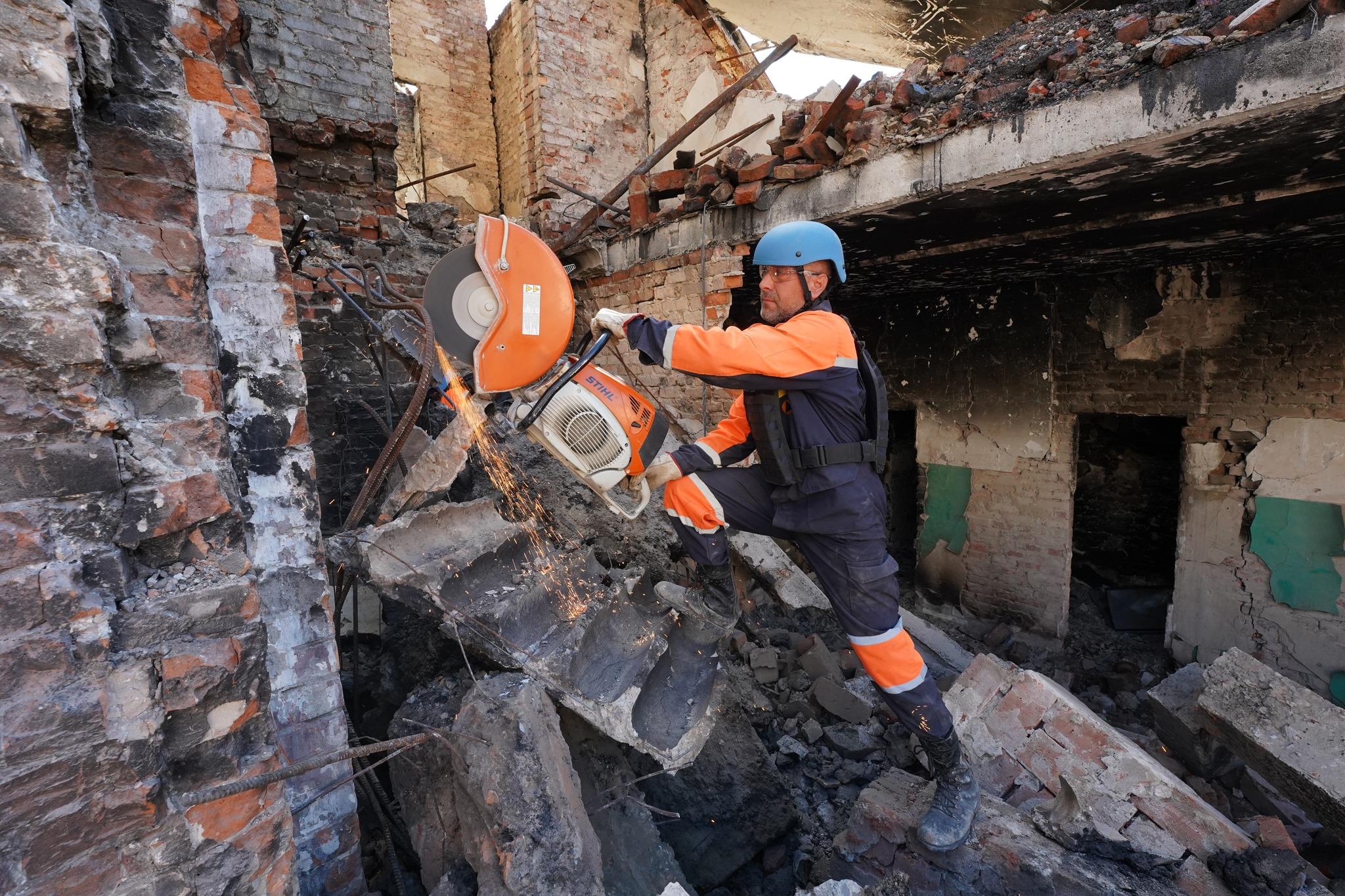
Edifício da Realschule em Izium após a batalha

Entre 19 e 20 de março, uma nova tentativa russa de capturar o centro de Izium foi repelida. Durante a luta, as tropas de engenharia russas tentaram fazer uma ponte flutuante sobre o rio Donets, para contornar duas pontes de veículos que foram parcialmente destruídas pelas forças ucranianas em uma tentativa de deter o avanço russo. No entanto, as tropas de engenharia foram emboscadas e 19 soldados russos foram mortos e 46 feridos. Entre os mortos estava o comandante da unidade de engenharia, coronel Nikolay Ovcharenko. Eventualmente, as forças russas conseguiram erguer duas pontes flutuantes e tanques russos cruzaram o rio para cercar a parte ucraniana de Izium. Durante este tempo, em 22 de março, as forças ucranianas fizeram uma tentativa de contra-ataque para recuperar o controle da cidade.
Em 24 de março, os militares russos anunciaram que haviam assumido o controle total de Izium, o que foi negado pela Ucrânia, que afirmou que a luta ainda estava em andamento. De acordo com uma autoridade local, as forças russas estavam controlando a parte norte da cidade, enquanto os soldados ucranianos estavam no sul, com o rio Donets separando-os. Ele também confirmou que Izium foi bloqueada e que a cidade foi "completamente destruída" neste ponto.
Em 25 de março, foi relatado por um militar do Departamento de Defesa dos EUA e outros canais que as forças russas romperam as linhas ucranianas ao sul de Izium, supostamente avançando 10 quilômetros. No entanto, o ISW citou que as tropas russas foram repelidas na aldeia de Kamyanka, ao sul de Izium. O ISW afirmou ainda que as forças russas iriam continuar com suas tentativas de cercar a cidade, depois de não conseguir capturá-la em um ataque direto.
Em 27 de março, os militares russos capturaram Kamianka e duas outras aldeias a sudoeste e sudeste de Izium, mas as forças ucranianas afirmaram que conseguiram recapturar todas as três aldeias posteriormente. Eles também alegaram ter derrubado um caça russo Sukhoi Su-34 perto de Izium. Dois dias depois, foi confirmado que Kamianka estava sob controle russo, com as forças russas fortificando suas posições ao redor, enquanto a luta se movia ao sul de Izium, ao longo da estrada para Sloviansk.
Em 1.º de abril, os militares ucranianos confirmaram que Izium estava sob controle russo. No dia seguinte, em entrevista ao Ukrinform, o vice-prefeito de Izium, Volodymyr Matsokin, afirmou que 80% dos edifícios residenciais da cidade foram destruídos e que não havia energia, aquecimento ou água na cidade.

## Consequências
Em 3 de abril, o governo ucraniano declarou que dois soldados russos foram mortos e outros 28 hospitalizados depois que civis ucranianos distribuíram bolos envenenados a soldados russos da 3.ª Divisão Russa de Rifles Motorizados em Izium.
Em 4 de abril, o The Guardian informou, com base em relatos de testemunhas oculares de residentes e oficiais militares, que combates intensos continuaram perto de Izium.
Em 10 de abril, vários militares de defesa dos Estados Unidos afirmaram que as forças russas estavam se concentrando em Izium em preparação para uma campanha ofensiva entre Izium e Dnipro. As forças russas teriam redistribuído forças do eixo de Kiev e do eixo Sume para Izium a partir de 5 de abril.
Em 18 de abril, a Ucrânia reivindicou a recaptura de um "número de assentamentos" na área de Izium ou perto dela. As forças russas na cidade estavam iniciando deportações em massa de residentes da cidade para o território da Federação Russa.
A Ucrânia iniciou uma contraofensiva na região de Carcóvia no início de setembro de 2022. Em 9 de setembro, os subúrbios do rio Oskil foram recapturados pelos militares ucranianos. Na manhã de 10 de setembro, as forças russas, deixando seus equipamentos, se retiraram da cidade, que agora estava novamente sob controle das forças ucranianas.

## Mortes civis

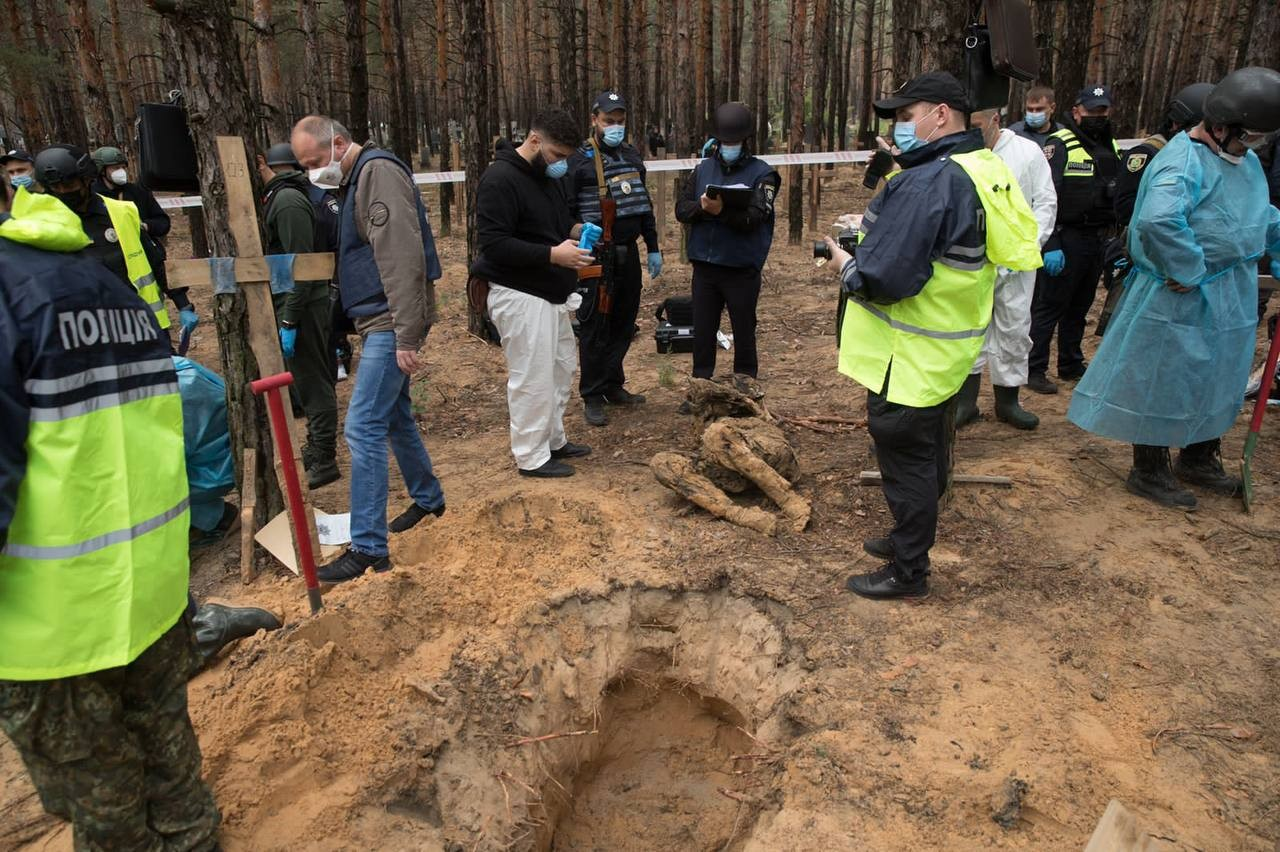
Exumação dos corpos das valas comuns feitas pelos russos

Valas comuns com mais de 440 corpos foram encontradas depois que os russos foram expulsos da cidade.
No final de novembro, vazou um telefonema de um soldado russo da 27.ª Brigada de Fuzileiros Motorizados de Guardas Separados discutindo o assassinato de cidadãos de Izium durante a retirada de setembro. O soldado detalhou um relato de segunda mão de onde seu comandante, coronel Sergey Igorevich Safonov, e outro oficial esfaquearam uma idosa ucraniana e atiraram em seu marido, respectivamente, matando os dois.